# Allan Dwan

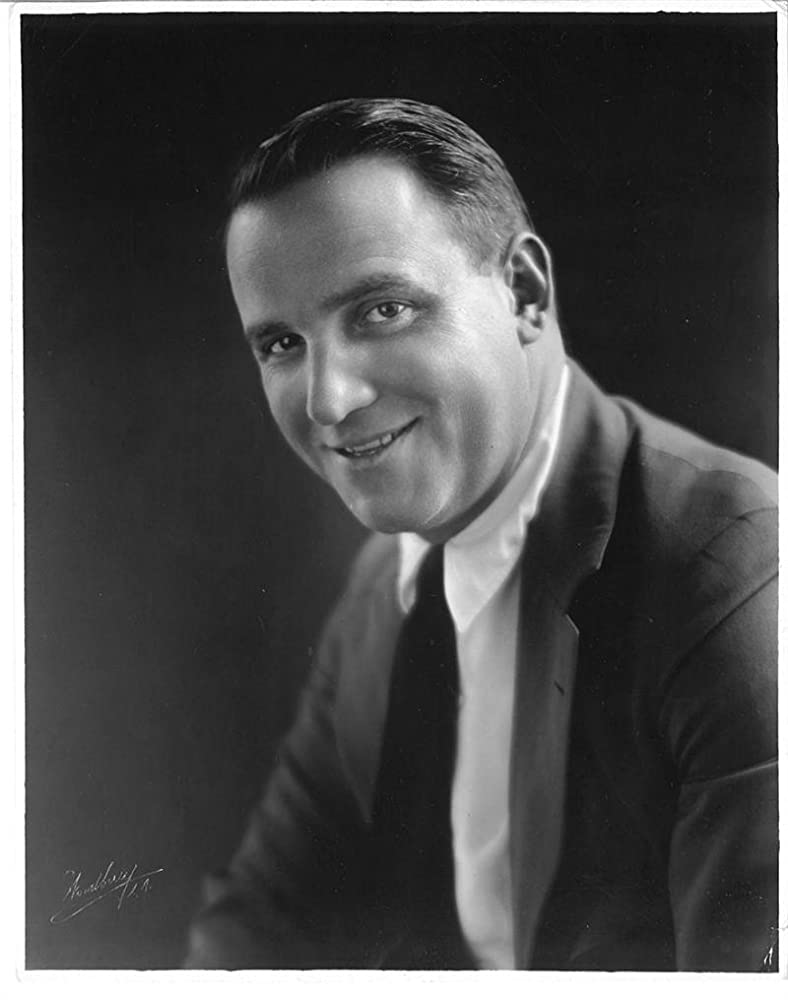
Allan Dwan (1920)

Allan Dwan (* 3. April 1885 in Toronto, Ontario als Joseph Aloysius Dwan; † 28. Dezember 1981 in Woodland Hills, Kalifornien) war ein US-amerikanischer Regisseur, Produzent und Drehbuchautor.

## Leben
Der gebürtige Kanadier Dwan zog mit seiner Familie bereits in jungen Jahren in die USA, wo er auch aufwuchs. Nach dem Schulabschluss studierte er Elektrotechnik und arbeitete einige Zeit als Elektroingenieur in Chicago bei einer Firma, die Quecksilberdampflampen produzierten. Einer der ersten Kunden war die Filmgesellschaft Essany, für die er mehrere Drehbücher verfasste.
Schließlich wechselte er den Beruf vollends und arbeitete von 1909 an als Drehbuchautor, erst in Chicago, dann in New York und ab 1911 in Hollywood. Bald führte er auch Regie, und allein zwischen 1911 und 1918 war er für über 205 Filme verantwortlich, wobei die Dauer selten mehr als 15 Minuten betrug. In dieser Zeit war Dwan sozusagen „Mädchen für alles“ als Regisseur, Editor, Drehbuchautor und gelegentlich Statist in Personalunion. Damit erwarb er sich ein fundiertes Wissen sowohl um die technischen Aspekte als auch über Dramaturgie und Schauspielerführung. Als Pionier auf dem Gebiet war er 1915 der Erfinder des dolly shot, bei dem die Kamera auf Rädern montiert wird und den Bewegungen des Schauspielers folgt. Er nutzte die Technik erstmals in dem Film David Harum, in dem er einen Spaziergang des Schauspielers William H. Crane filmte. Im selben Jahr war er verantwortlich für die Lösung eines technischen Problems, dass D. W. Griffith bei den Dreharbeiten von Intolerance hatte: Dwan montierte die bewegliche Kamerafahrt auf einem Kran und gewann somit noch mehr Möglichkeiten, Aufnahmen in der Totalen zu variieren. Dwan war verantwortlich für einige der frühen Erfolge von Mary Pickford bei Famous Players sowie von Lillian Gish und Dorothy Gish bei Triangle. Seit 1916 drehte er bevorzugt mit seinem guten Freund Douglas Fairbanks Sr. und inszenierte darüber hinaus bei Paramount einige erfolgreiche Streifen für Gloria Swanson.
Mit dem Aufkommen des Tonfilms verlief sich die Karriere von Dwan rasch, und nach seiner Rückkehr aus England 1934 fand er sich hauptsächlich in B-Filmen wieder. Erst der kommerzielle und künstlerische Erfolg von zwei Filmen mit Shirley Temple, Heidi und Rebecca of Sunnybrook Farm, halfen, ihn wieder in die Liste der gefragten Regisseure zu bringen. In späteren Jahren äußerte sich Dwan immer wieder fasziniert über den Professionalismus und die darstellerischen Fähigkeiten von Temple, die unter seiner Regie einige ihrer besten Leistungen brachte. Für 20th Century Fox durfte er daraufhin den Monumentalstreifen Suez mit Tyrone Power und Loretta Young in Szene setzen, nur um kurz danach wieder auf das Niveau von zweitklassigen Produktionen herabzusinken. Erst Mitte der 1940er erholte sich seine Karriere, und er begann seine erfolgreiche Zusammenarbeit mit Republic Pictures, wo er Filme drehte wie Du warst unser Kamerad, Montana Belle und den Western Tennessee’s Partner. Er arbeitete bis Anfang der 1960er Jahre als Regisseur von meist kleineren Western oder Kriegsfilmen, dann zog er sich ins Privatleben zurück.
Während seiner zwanzigjährigen Tätigkeit als Schönheitsrichter hatte Dwan als engagierter Junggeselle nicht weniger als 10 000 Frauen und Mädchen aus Hunderttausenden auserwählt, die sich zu seinen Konkurrenzen stellten.
In seinem Ruhestand wurde Dwan von jüngeren Filmemachern wie Peter Bogdanovich wiederentdeckt. Dieser schrieb 1971 die Biografie The Last Pioneer über ihn. Dwans Karriere gilt als filmwissenschaftlich interessant, da sie 400 Filme von der Frühzeit des Kinos bis zum Ende des klassischen Hollywoods umspannt. Für seine Verdienste um das US-amerikanische Kino erhielt Allan Dwan einen Stern auf dem Hollywood Walk of Fame und einen Los Angeles Film Critics Association Award für sein Lebenswerk.

## Filmografie (Auswahl)
- 1918: A Modern Musketeer
- 1922: Robin Hood
- 1923: Zaza, das Mädel vom Varieté (Zaza)
- 1924: Manhandled
- 1925: Theaterfimmel (Stage Struck)
- 1926: Ein Ende mit Schrecken (Sea Horses)
- 1927: Titanic (East Side, West Side)
- 1929: Die eiserne Maske (The Iron Mask)
- 1929: Goldjäger in Kalifornien (Tide of Empire)
- 1934: Hollywood Party
- 1936: Gefährliche Fracht (Human Cargo)
- 1937: Heidi
- 1938: Suez
- 1938: Shirley auf Welle 303 (Rebecca of Sunnybrook Farm)
- 1940: Young People
- 1942: Friendly Enemies
- 1944: Up in Mabel’s Room
- 1945: Getting Gertie’s Garter
- 1945: Hilfe, ich bin Millionär (Brewster’s Millions)
- 1947: Ich kann mein Herz nur einmal verschenken (Northwest Outpost)
- 1949: Du warst unser Kamerad (Sands of Iwo Jima)
- 1951: Höllenreiter der Nacht (Thunder Across the Pacific)
- 1952: Die Schönste von Montana (Montana Belle)
- 1953: Am Tode vorbei (The Woman They Almost Lynched) – auch Produktion
- 1953: Unternehmen Panthersprung (Flight Nurse)
- 1954: Königin der Berge (Cattle Queen of Montana)
- 1954: Stadt der Verdammten (Silver Lode)
- 1954: Wo der Wind stirbt (Passion)
- 1955: Flucht nach Burma (Escape to Burma)
- 1955: Piratenblut (Pearl of the South Pacific)
- 1955: Straße des Verbrechens (Slightly Scarlet)
- 1956: Teufelskommando – Marinekorps „Pantherkatze“ schlägt zu (Hold Back the Night)
- 1956: Todesfaust (Tennessee’s Partner)
- 1957: Ein Kerl wie Dynamit (The Restless Breed)
- 1957: Flucht nach Mexiko (The River’s Edge)
- 1961: The Most Dangerous Man Alive